# Mysz nizinna
Mysz nizinna (Mus baoulei) – gatunek małego ssaka z rodziny myszowatych. Występuje na terenie Sierra Leone, Togo, Wybrzeża Kości Słoniowej i Ghany.